# NGC 2524
NGC 2524 este o galaxie LINER situată în constelația Linxul. A fost descoperită în 22 ianuarie 1877 de către Édouard Stephan⁠(d). Se află la o distanță de 57,15 de megaparseci de Pământ.